# Нагорный, Евгений Олегович
Евге́ний Оле́гович Наго́рный (род. 26 июня 1972, Харьковская область, УССР, СССР) — российский преступник, организатор автосервиса, в котором в целях продажи автомобилей убивал их владельцев. В 1999 году приговорён к пожизненному лишению свободы с отбыванием наказания в исправительной колонии особого режима.

## Биография

### Жизнь до убийств
Евгений Нагорный родился 26 июня 1972 года в Харьковской области. После окончания школы в 1989 году Нагорный переехал в Москву, где решил получить высшее образование и поступил в институт. Отучившись год, Нагорный в начале 1990-х был призван в армию. Отслужив, он вернулся в Москву, восстановился в институте и продолжил обучение. Но из-за тяжёлой социально-экономической ситуации в стране Нагорный был вынужден бросить учебное заведение и трудоустроиться. Нагорный освоил профессию жестянщика и вскоре решил заняться бизнесом. Он открыл автосервис «Автолюкс» в ангаре, арендованном им на территории одной из воинских частей на Проектируемом проезде.
Дела у фирмы шли плохо: денег не хватало ни на приобретение запчастей, ни на арендную плату. А вскоре в ангаре сгорел дорогой джип одного из клиентов. Кредиторы и хозяин джипа стали угрожать Нагорному, и тот вскоре придумал нехитрую схему: убивать владельцев дорогих автомобилей, находя их по объявлениям в газете, а затем продавать эти автомобили.
В помощники Нагорный взял рабочего Сергея Ставицкого, готового на всё ради денег. Совместно они и совершили все последующие преступления.

### Преступления
Действовали преступники всегда по одной схеме. По объявлениям в газете «Из рук в руки» намечали жертву, договаривались о встрече с нею. При предпродажном осмотре машины говорили, что её необходимо проверить более детально в одном автосервисе. Затем загоняли машину в ангар, где убивали её владельца выстрелом из пистолета, а его труп сбрасывали в канализационный колодец, расположенный прямо в ангаре.
Первое преступление Нагорный и Ставицкий совершили 2 января 1998 года: их жертвой оказался владелец автомобиля «Нива». Продать подержанную «Ниву» удалось недорого, поэтому почти все следующие преступления Нагорный и Ставицкий совершали в отношении владельцев иномарок.
Затем Нагорным и Ставицким было совершено ещё 10 убийств. Их жертвами становились руководители фирм, перегонщики автомобилей и даже бандиты: так, в марте 1998 года они убили в ангаре 2 членов Солнцевской ОПГ.
Добыча с убийств была богатой: 3 джипа «Grand Cherokee», «Mitsubishi Pajero», «Audi», «ВАЗ-2109» и 3 «Мерседеса». Всё это Нагорный вскоре продал, естественно, по заниженной цене: максимальная сумма, которую они выручили от продажи машины, — 8000 долларов.

### Арест, следствие и суд
Выйти на след убийц помогла случайность: когда Нагорный договаривался со своей последней жертвой о встрече, он не знал, что на телефоне жертвы установлен АОН (Автоматический определитель номера). Номер был зарегистрирован на фирму «Автолюкс». Когда милиционеры приехали к автосервису, ангар был закрыт, но внутри слышались звуки активной работы. Тогда они стали ждать. Глубокой ночью к ангару подъехала «Волга». Из неё вышел Ставицкий со своим приятелем. Обоих задержали, а затем взломали ангар и обнаружили там Нагорного.
Все сомнения следователей рассеялись сразу же. В гараже под забетонированным полом обнаружили мешок с окровавленными вещами убитых, снятые с их машин госномера, кобуру от пистолета и пустой магазин. Сам пистолет Макарова, являвшийся орудием всех убийств, нашли несколько позже на одной из поперечных балок перекрытий под самым потолком ангара. Трупы в первый день также не удалось обнаружить.
Нагорный всё отрицал, Ставицкий же повёл себя весьма нервно: оставшись на пять минут один в следственном кабинете, он скрепкой открыл наручники и попытался повеситься на шнурках от кроссовок. Его удалось спасти; придя в себя, он начал давать показания.
Все трупы были обнаружены в канализационном колодце ангара и забетонированной яме, которую вырыли по приказу Нагорного рабочие автосервиса, не зная, для чего она будет предназначена. Поняв, что отпираться бесполезно, Нагорный во всём признался.
Ставицкий ещё несколько раз пытался покончить с собой, но ни разу ему это не удалось. Впрочем, наказания он всё равно избежал: судебно-психиатрическая экспертиза выявила у него признаки реактивного состояния, и суд направил его на принудительное лечение.
Нагорный в апреле 1999 года был признан виновным и приговорён к пожизненному лишению свободы. На суде, где в числе прочих присутствовали члены Солнцевской ОПГ, вёл себя вызывающе, стоял спиной к родственникам жертв. Когда судья огласил приговор, бандиты закричали Нагорному: «Мы тебя из-под земли достанем!»
Верховный суд России оставил приговор без изменения. Из последнего слова Нагорного в Верховном суде: «За что мне пожизненное дали, мне, гражданину России, патриоту, который 2 года жизни отдал на службу своей Родине, и эта Родина так благодарит меня?» Когда на заседание Верховного суда Нагорного приезжала снимать съёмочная группа передачи «Криминальная Россия», он заявил: «Вы нагоняете жути на Россию! Ещё и назвали её так: „Криминальная Россия“, — это жуть! Которую вы нагоняете на народ… вы про хорошее показывайте! Кровь, убийства… — кому это всё нужно?»
Евгений Нагорный был отправлен отбывать наказание в колонию «Чёрный дельфин». Будучи в заключении Нагорный отказался от своих признательных показаний и все последующие годы жизни в исправительной колонии пытался добиться пересмотра приговора. По состоянию на июль 2025 года Евгений Нагорный был жив.

## Мнения об уголовном деле
Некоторые вопросы так и остались без ответа. Мало кто поверил, что убийства совершались Нагорным и Ставицким лишь вдвоём. Об этом, кстати, на суде заявил и сам Нагорный: «Я выполнял пожелания своих клиентов — влиятельных людей и до сих пор мной уважаемых». Но кто эти «уважаемые люди», так и осталось неизвестным. Ставицкий в своих показаниях упомянул, что Нагорный записывал данные клиентов в особую тетрадь, однако найти эту тетрадь не удалось. Вполне возможно, что каждый автомобиль присваивался преступниками под конкретный заказ.

## В массовой культуре
Документальные фильмы и выпуски телепередач
- Выпуск программы «Независимое расследование» (2000)
- Документальный фильм «Автосервис на крови» из цикла «Криминальная Россия» (2000)
- Документальный фильм «Тайна подземного склепа» из цикла «Документальный детектив» (2000)
- Документальный фильм «Приговорённые в „Чёрный дельфин“» из цикла «Приговорённые пожизненно» (2008)
- Документальный фильм «Трупы из автосервиса» из цикла «Детективные истории» (2009)
- Документальный фильм «Машина смерти» из цикла «Первая кровь» (2010)

Художественный кинематограф
- Роман Фридриха Незнанского «Криминальные прогулки» и его экранизация «Смерть по объявлению» из сериала «Марш Турецкого-3. Новое назначение» (2002)
- Серия «Бизнес на крови» из сериала «На углу, у Патриарших 4» (2004)